# Gustavo Nescau
Gustavo Henrique Alves Silva (* 12. März 2000 in Piracicaba), auch bekannt als Gustavo Nescau, ist ein brasilianischer Fußballspieler.

## Karriere
Gustavo Nescau erlernte das Fußballspielen in den brasilianischen Jugendmannschaften vom Rio Claro FC und Marília AC. Bei dem Marília AC aus Marília unterschrieb er 2020 auch seinen ersten Vertrag. Im Juni 2021 wechselte er zum Cuiabá EC. Der Verein aus Cuiabá spielte in der ersten Liga, der Série A. Von Januar 2022 bis März 2022 wurde er an den EC Santo André ausgeliehen. Nach der Ausleihe kehrte er zu Cuiabá zurück. Nach insgesamt fünf Erstligaspielen wechselte er im Januar 2023 nach Japan. Hier unterschrieb er in Niigata einen Vertrag beim Erstligisten Albirex Niigata. Nach acht Ligaspielen kehrte er im Januar 2024 wieder nach Brasilien zurück. Hier unterschrieb er am 1. Januar 2024 einen Vertrag beim Erstligisten Cuiabá EC. Drei Tage später wechselte er auf Leihbasis zum Associação Ferroviária de Esportes nach Araraquara.